# Gare de Chamarande
La gare de Chamarande est une gare ferroviaire française de la ligne de Paris-Austerlitz à Bordeaux-Saint-Jean, située sur le territoire de la commune de Chamarande, dans le département de l'Essonne en région Île-de-France.
C'est une gare de la Société nationale des chemins de fer français (SNCF) desservie par les trains de la branche C6 du RER C.

## Situation ferroviaire
Établie à 85 mètres d'altitude<, la gare de Chamarande se situe au point kilométrique (PK) 45,913 de la ligne de Paris-Austerlitz à Bordeaux-Saint-Jean entre les gares de Lardy et Étréchy.

## Histoire
La station de Chamarande est officiellement mise en service le 5 mai 1843 par la Compagnie du chemin de fer de Paris à Orléans (PO), lorsqu'elle ouvre à l'exploitation les 102 kilomètres de sa ligne de Juvisy (Paris) à Orléans.
En 2014, selon les estimations de la SNCF, la fréquentation annuelle de la gare est de 237 600 voyageurs.

## Service des voyageurs

### Intermodalité
La gare est desservie par la ligne 4440 du réseau de bus Essonne Sud Ouest à l'arrêt Centre situé à 190 mètres environ.